# 鐘姓
是稀有汉姓。
鐘姓据传为周朝鐘师之後，湖南蓝山有鐘氏，其族谱记载祖先乃负责鐘呂乐器的乐师。
「鍾」、「鐘」在某些字詞通用，臺灣的「鐘」姓可能是避諱或日治時期戶政謄寫筆誤，溯源與「鍾」同宗。
「鐘」和「鍾」在中國大陸1950年代曾經共同簡化為單一「钟」字。2013年的新版通用规范汉字表改將「鍾」姓简化为「锺」，以便與「鐘」姓區別。
兩姓在福建省诏安县都有人姓。